# Anthony Bourbon
Pour les articles homonymes, voir Bourbon.
Ne doit pas être confondu avec Antoine de Bourbon.
Anthony Bourbon, né le 22 mai 1988 à Bordeaux (France), est un entrepreneur et auteur français.
Il est le fondateur et directeur général de Feed., une entreprise qui propose des barres-repas et des snacks, et du Blast.Club, une plateforme d’investissement.

## Biographie

### Enfance et études
Né le 22 mai 1988, Anthony Bourbon grandit dans la banlieue de Bordeaux. Il quitte à dix-sept ans le foyer familial et se retrouve à la rue avec quelques minces économies en poche,. Il obtient un master de droit privé, avec spécialité en finance d'entreprise, à l'université de Bordeaux.

### Carrière
Après avoir travaillé comme juriste dans un groupe immobilier, il crée simultanément AB Participation, une société de participation financière et la société Feed., une entreprise de FoodTech qui propose des barres-repas et des snacks.
En 2020, il participe en tant que parrain au programme French Tech Tremplin lancé par le gouvernement.
Dès 2021, il participe à la saison 2 de Qui veut être mon associé ? aux côtés de Marc Simoncini, Jean-Pierre Nadir, Delphine André, Éric Larchevêque, Sophie Mechaly et Isabelle Weill. Il continue pour les saisons 2023 et 2024.
En septembre 2022, il fonde le Blast.Club, un club d'investissement privé, qui propose d'investir dans des start-ups. Ce club d'investissement est néanmoins critiqué pour sa structure et son système de frais.

## Publication
En 2022, il publie son premier livre Forcez votre destin - Résilience, ambition, passion : toutes les clés pour réussir aux Éditions Michel Lafon, dans lequel il donne des conseils sur la vie d'entrepreneur, inspirés de son parcours.